# Thyridanthrax venustulus
Thyridanthrax venustulus är en tvåvingeart som beskrevs av Austen 1936. Thyridanthrax venustulus ingår i släktet Thyridanthrax och familjen svävflugor.
Artens utbredningsområde är Algeriet. Inga underarter finns listade i Catalogue of Life.